# Alan
alan（アラン、阿蘭、1987年7月25日 - ）は、中国四川省カンゼ・チベット族自治州丹巴県出身の女性歌手。小学館『AneCan』の元専属モデル。チベット族。本名アラン・ダワジュオマ（チベット文字：་ཨ་ལན་ཟླ་བ་སྒྲོལ་མ; ワイリー方式：a lan zla ba sgrol ma）。
2007年11月21日、日本デビュー。日本でのプロデューサーは菊池一仁。所属レーベルはavex trax、avex China。所属事務所はエイベックス・マネジメント。2011年11月22日から2015年6月までは楽華娯楽に所属。2015年6月より個人事務所の阿蘭工作室に所属。2014年4月よりアークプロダクションとも業務提携。

## 来歴

### 生い立ち
1987年7月25日、四川省カンゼ・チベット族自治州で公務員の父と元歌手の母の間に生まれる。四方を山に囲まれ、海抜約2,500メートルの高所にある同州の州都康定（ダルツェンド）で育つ。原籍は父の出生地である同州丹巴県。チベット族である。チベット名は阿蘭・達瓦卓瑪（アラン・ダワジュオマ、Alan Dawa Dolma（Dolmaの発音はDrolma）「達瓦卓瑪」は日本語で「月の仙女」の意。
小学校は1992年に康定回民小学に入学、1997年に卒業。8歳から二胡や歌を習い、9歳でテレビドラマ「太陽女神」（中国中央テレビ）の準主役に抜擢される。しかし、女優の道には進まず1997年に10歳の時に国立四川音楽学院附属中学に入学し、二胡の専門訓練を受ける。2003年に16歳で北京にある中国国内芸術大学の最高峰、中国人民解放軍芸術学院声楽科に飛び級にて入学し、オペラやクラシック音楽などを学ぶ。同校の先輩には同じチベット族出身のハン・ホンがいる。2007年7月に同校を優秀な成績で卒業した。

### インディーズ時代
2005年に中国星文レコードより「阿蘭」の名でインディーズ歌手としてカヴァーアルバム『声声酔如蘭』をリリースし、5万枚を売り上げた。翌2006年に第9回上海アジア音楽祭に出演し、2位にあたる銀賞を受賞した。
2006年4月にエイベックスがアジア進出に向け北京で開催した「avex China新人発掘オーディション」の最終日、軍服姿で二胡を演奏しながら歌を披露し、同社長の松浦勝人や審査員の目にとまった。オーディションで歌った歌は安室奈美恵の「NEVER END」と夏川りみの「涙そうそう」。「涙そうそう」では得意の二胡を披露している。オーディション時に着用していた軍服は学校の制服であった。

### 日本デビュー
2007年11月21日にシングル「明日への讃歌」で日本デビュー。作詞はドラマ『高校教師』などの脚本家で知られる野島伸司が、SMAPの「らいおんハート」以来7年ぶりに詞を書き下ろした。作曲は菊池一仁。サビの部分はチベット民謡独特の高音フェイクを駆使して歌いあげている。
2008年3月5日には4曲入の2ndシングル「ひとつ」をリリース。作詞は平原綾香「Jupiter」の詞を手掛けた吉元由美、作曲は菊池一仁。

### 四川大地震被災地への義援活動
故郷の四川省で2008年5月12日に発生した四川大地震の復旧に向けた義援活動として、チャリティーソング「幸せの鐘」（日本）「愛就是手」（中国）をわずか4日間でレコーディングし、日本、中国本土、香港、台湾、韓国にて急遽音楽配信、全ての配信収益を各地の赤十字社を通じ全額寄付する。2008年7月14日には、ジュディ・オング、ジャッキー・チェンらの呼びかけで行われたチャリティコンサート「ハートエイド・四川」にも出演している。

### 中国メジャーデビューと『レッドクリフ』主題歌への起用
映画『レッドクリフ Part I』の主題歌に起用された。映画前編となる『レッドクリフ Part I』が中国で7月10日から世界先行公開されるのに先立つ2008年6月20日、中国でEP（マキシシングル）「心・战 〜RED CLIFF〜」（日本語表記:「心・戦」）を発売しメジャーデビュー。同作のレコーディングは北京にて行われ、これまでに日本でシングルとしてリリースした楽曲（ひとつ、桜モダン、東京未明）の中国語ヴァージョンを収録している。日本語ヴァージョン「RED CLIFF〜心・戦〜」は“a-nation 2008”をはじめとするライブイベントで先行して披露された。

### “SAVE THE FUTURE 2008”イメージソングへの起用とシングルリリース
ニューヨークにいた坂本龍一がプロデュースの意向を表明。2008年7月2日に同氏プロデュースによる3rdシングル「懐かしい未来〜longing future〜」をリリースした。今作はNHK地球エコプロジェクト“SAVE THE FUTURE 2008”のイメージソングであり、作詞は大貫妙子、作曲は菊池一仁。番組“SAVE THE FUTURE 2008”内では、坂本がalanに「戦場のメリークリスマス」を弾いて聴かせるシーンや、グランドフィナーレで歌唱する姿が放送された。このシングルはカーボンオフセットCDになっており、売り上げの一部がユニセフに寄付された。同曲は2009年の“SAVE THE FUTURE 2009”においてもイメージソングとして使用された。
2008年夏〜秋にかけては、「地球を構成する5大要素」とされる「地」「空」「風」「火」「水」をテーマに5か月連続でシングルリリースが行われる。「懐かしい未来〜longing future〜」を第1弾（=「地」）とし、8月13日に第2弾の4thシングル「空唄」（=「空」）、9月10日に第3弾の5thシングル「風の手紙」（=「風」）をリリース。
2008年10月15日には、第4弾（=「火」）の6thシングルとして『レッドクリフ』主題歌「RED CLIFF〜心・戦〜」をリリース。同時期は『レッドクリフ』の世界公開とも重なり、PR活動としてフランスカンヌをはじめ、各国に渡り歌唱する。
2008年11月12日に、5か月連続シングル最終章となる7thシングル「恵みの雨」（=「水」）をリリース。古内東子作詞による恋愛バラード。

### Coccoとのコラボレーションと1stアルバムのリリース
2009年1月5日から放送の東海テレビ製作・フジテレビ系列のドラマ『非婚同盟』の主題歌「Liberty」を担当。
2009年2月4日に、シングル「群青の谷」をリリース。四川省大地震への義援金活動を行うalanに感銘を受けたCoccoが作詞と作曲を行い、アーティスト人生で初めて他人に楽曲を提供した。
2009年3月4日には、1枚目のアルバム『Voice of EARTH』をリリースし、オリコン週間アルバムチャートでは最高順位15位を記録。台湾では、『Voice of EARTH』の輸出盤が現地の販売チャートで中島美嘉に次いで2位になった。

### 再びの『レッドクリフ』主題歌起用からワンマンライブ開催まで
2009年4月公開の『レッドクリフ Part II』の主題歌（岩代太郎作曲）も Part I に続き担当した。中国語版の曲名は「赤壁 〜大江東去〜」、日本語版は「久遠の河」となり、2009年4月8日に9thシングル「久遠の河」としてリリース。オリコン週間シングルチャートでは最高順位3位を獲得。4月12日付のデイリーチャートでは第1位となった。共に中国出身歌手としてフェイ・ウォンを抜く10年ぶりの最高記録であり、日本のみならず中国でも報道された。
2009年9月2日リリースの10thシングル「BALLAD 〜名もなき恋のうた〜」は、同タイトルの映画『BALLAD 名もなき恋のうた』の主題歌として、「久遠の河」に続く2作品連続の映画主題歌となった。映画に出演している草彅剛（SMAP）、新垣結衣と共に映画のPRを実施。続く2枚目のアルバムのリードシングルとして11月4日に発売された「Swear」は、alan本人の初出演テレビCMとなるブルボン「ブランチュールミニシリーズ」とのタイアップとしてリリースされ、このため、後述のワンマンライブは同社が冠スポンサーとなった。
これらのシングル曲を収録した2枚目のアルバム『my life』を、2009年11月25日にリリース。音楽の幅を更に広げた作品として、自身も作詞、作曲に参加している。
2010年1月には名古屋・東京・大阪(開催順)の3カ所でのワンマンライブ「alan 1st concert -voice of you-」を開催。また、東京公演に先駆けて2010年1月16日に行われた「alan 2nd NEW ALBUM 「my life」リリース記念ミニライヴ in タワーレコード渋谷」は、当日、ニコニコ動画のニコニコ生放送による公式ライブストリーミングが行われ、視聴者による好意的なコメントが寄せられた。
4月7日にTwitterとアメーバなうを開始し、4月12日に新浪微博をはじめた。

### 中国に活動を移すまで
2010年4月に香港（4月16日）や中国大陸（4月26日）で、中国語のオリジナル・ミニ・アルバム『蘭色〜Love Moon Light〜』が発売になり、中華圏での様々なメディアやイベントに出演し、香港ではサイン会が開催された。
2010年4月25日に、「心的東方」が中央人民广播电台音乐之声の「MUSIC RADIO 音乐之声」の中国大陸の最優秀賞に選ばれた。
2010年4月26日の北京での「蘭色〜Love Moon Light〜」の発売記者会見では、中华慈善总会を通じて、青海地震に自己負担で100万円を寄付したことが発表された。
2010年7月、alan 2nd concert - alan symphony 2010を東京・大阪で開催。
2010年10月〜12月、InterFM「品川近視クリニック presents プレスタ」のレギュラーパーソナリティーを務めた。
2011年3月2日、ベスト・アルバム『JAPAN PREMIUM BEST』をリリース。
2011年7月、JAPAN PREMIUM BEST & MORE LIVE 2011 と alan Family Meeting を東京・大阪・名古屋で開催。

### 中国に活動を移して以降
2011年7月31日のライブ「JAPAN PREMIUM BEST & MORE LIVE 2011」を最後に活動拠点を中国に移すことが発表になり、2011年11月22日からは楽華娯楽に所属。
2011年9月18日、「舞林大会」に出演。
2011年10月、時代劇（連続テレビドラマ）『宮廷女官 若曦』の主題歌「一念執着」を歌う。
2011年11月18日にシングル「我回来了」をリリース。11月22日に北京で発表会を開催。
2012年4月1日、「舞林大会」に出演。
2012年5月25日、ショート・ムービー「我的双面女友」に主演女優として出演。
2012年6月18日、アルバム『Love Song』をリリース。
2012年10月1日〜3日、ミュージカル「烏巣・吸引」に出演。約5時間の水中撮影も行った。
2012年12月11日、「華語金曲賞」で8つの賞を受賞
2013年1月25日、「音楽先鋒標榜2012」で「先鋒演経歌手」を受賞。
2013年4月13日、「第一届音悦v榜年度盛典」にて「内地年度風向女芸人」を受賞。
2013年5月、湖南衛視の中国最強音に出演。女性グループの最後の6人まで残る。
2015年6月、所属事務所の楽華娯楽との契約が終了。個人事務所の阿蘭工作室を立ち上げる。
2017年10月21日・10月22日、日本のチャイナフェスティバル2017のメインゲストとして歌唱。
2020年11月、ヴァイオリニスト・Ayasaとのコラボレーション楽曲「赤い雨」が押井守総監督、西村純二監督のアニメーション『ぶらどらぶ』のエンディングテーマに起用されることが決定。
2021年4月19日、自身初となる全編英語詞のシングル「Promise to Love You」を配信限定でリリース。同年9月22日、約4年ぶりとなるアルバム作品で3作目の中国語ミニ・アルバム『我想好好愛你』を発売。

## 人物
- デビュー時から一貫して愛と平和を伝えるシンガー、活動の根本にあるのは「世界平和」で、自身の歌がアジア諸国との架け橋になれば幸せだと語っている。
- 楽器は、二胡とピアノを弾くことができる。
- ファッションモデルとしても活躍しており、JAPAN FASHION WEEKのパーティーではmastermind JAPANで全身スタイリング、ドメスティックブランド好きを伝えている。『AneCan』誌上では美容モデルとしての役割と共に、身長158cmと決して高身長でないことから、他の高身長のモデルでは難しい150cm台の読者層のファッションをカバーできる存在として位置づけられている[15]

## ディスコグラフィ

### シングル
| 枚     | 発売日         | タイトル                                          | 規格品番                                                     | 規格品番               | オリコン 最高位 | 収録アルバム       |
| 枚     | 発売日         | タイトル                                          | DVD付盤                                                      | 通常盤                 | オリコン 最高位 | 収録アルバム       |
| 日本語 | 日本語         | 日本語                                            | 日本語                                                       | 日本語                 | 日本語          | 日本語             |
| ------ | -------------- | ------------------------------------------------- | ------------------------------------------------------------ | ---------------------- | --------------- | ------------------ |
| 1st    | 2007年11月21日 | 明日への讃歌                                      | AVCD-31328/B                                                 | AVCD-31329             | 69位            | Voice of EARTH     |
| 2nd    | 2008年3月5日   | ひとつ                                            | AVCD-31376/B                                                 | AVCD-31377             | 100位           | Voice of EARTH     |
| 配信   | 2008年3月5日   | 幸せの鐘                                          | デジタル・ダウンロード                                       | デジタル・ダウンロード |                 | N/A                |
| 3rd    | 2008年7月2日   | 懐かしい未来〜longing future〜                    | AVCD-31415/B                                                 | AVCD-31416             | 19位            | Voice of EARTH     |
| 4th    | 2008年8月13日  | 空唄                                              | AVCD-31454/B                                                 | AVCD-31455             | 34位            | Voice of EARTH     |
| 5th    | 2008年9月10日  | 風の手紙                                          | AVCD-31474/B                                                 | AVCD-31475             | 34位            | Voice of EARTH     |
| 6th    | 2008年10月15日 | RED CLIFF〜心・戦〜                               | AVCD-31491/B                                                 | AVCD-31492             | 23位            | Voice of EARTH     |
| 7th    | 2008年11月12日 | 恵みの雨                                          | AVCD-31507/B                                                 | AVCD-31508             | 30位            | Voice of EARTH     |
| 配信   | 2009年1月5日   | Liberty                                           | デジタル・ダウンロード                                       | デジタル・ダウンロード |                 | Voice of EARTH     |
| 8th    | 2009年2月4日   | 群青の谷                                          | AVCD-31584/B                                                 | AVCD-31585             | 30位            | Voice of EARTH     |
| 9th    | 2009年4月8日   | 久遠の河                                          | AVCD-31598/B                                                 | AVCD-31599             | 3位             | my life            |
| 10th   | 2009年9月2日   | BALLAD 〜名もなき恋のうた〜                       | AVCD-31709/B                                                 | AVCD-31710             | 11位            | my life            |
| 11th   | 2009年11月4日  | Swear                                             | AVCD-31736/B                                                 | AVCD-31737             | 35位            | my life            |
| 配信   | 2010年1月12日  | Happy Birthday to You                             | デジタル・ダウンロード                                       | デジタル・ダウンロード |                 | N/A                |
| 12th   | 2010年2月3日   | Diamond/Over the clouds                           | AVCD-31779/B                                                 | AVCD-31780             | 20位            | JAPAN PREMIUM BEST |
| 13th   | 2010年7月7日   | 風に向かう花                                      | AVCD-31882/B（Aタイプ） AVCD-31883/B（Bタイプ） AVC1-31885/B | AVCD-31884 AVCI-31782  | 17位            | JAPAN PREMIUM BEST |
| 14th   | 2010年10月13日 | 悲しみは雪に眠る                                  | AVCD-31907                                                   | AVCD-31908             | 20位            | JAPAN PREMIUM BEST |
| 15th   | 2011年6月29日  | みんなでね 〜PANDA with Candy BEAR's〜/「生きる」 | AVCD-48027/B（Aタイプ） AQCD-50596/B（Bタイプ）              | AVCD-48028             | 25位            | N/A                |
| 16th   | 2013年8月21日  | DREAM EXPRESS 〜夢現空間超特急〜                  |                                                              | AVCA-62253             | 196位           | N/A                |
| 配信   | 2015年9月29日  | The Lost Eden                                     | デジタル・ダウンロード                                       | デジタル・ダウンロード |                 | N/A                |
| 17th   | 2015年11月6日  | 道標                                              |                                                              | ASCD-00001             | 圏外            | N/A                |
| 中国語 |                |                                                   |                                                              |                        |                 |                    |
| 配信   | 2008年5月20日  | 愛就是手                                          | デジタル・ダウンロード                                       | デジタル・ダウンロード |                 | 心的東方           |
| 配信   | 2009年4月8日   | 赤壁 〜大江東去〜                                 | デジタル・ダウンロード                                       | デジタル・ダウンロード |                 | 心的東方           |
| 配信   | 2011年1月10日  | 呼唤                                              | デジタル・ダウンロード                                       | デジタル・ダウンロード | N/A             |                    |
| 配信   | 2011年2月20日  | 樱花的眼泪                                        | デジタル・ダウンロード                                       | デジタル・ダウンロード | N/A             |                    |
| 配信   | 2011年11月18日 | 我回来了                                          | デジタル・ダウンロード                                       | デジタル・ダウンロード | Love Song       |                    |
| 配信   | 2014年5月28日  | 为爱成魔                                          | デジタル・ダウンロード                                       | デジタル・ダウンロード | N/A             |                    |
| 配信   | 2014年6月10日  | 遥远的重逢                                        | デジタル・ダウンロード                                       | デジタル・ダウンロード | N/A             |                    |
| 配信   | 2014年10月31日 | 真爱无双                                          | デジタル・ダウンロード                                       | デジタル・ダウンロード | N/A             |                    |
| 配信   | 2015年9月29日  | The Lost Eden                                     | デジタル・ダウンロード                                       | デジタル・ダウンロード | N/A             |                    |
| 配信   | 2015年11月25日 | 一梦千寻                                          | デジタル・ダウンロード                                       | デジタル・ダウンロード | N/A             |                    |
| 配信   | 2016年1月26日  | 霸道天下                                          | デジタル・ダウンロード                                       | デジタル・ダウンロード | N/A             |                    |
| 配信   | 2016年4月15日  | 心花                                              | デジタル・ダウンロード                                       | デジタル・ダウンロード | 十念            |                    |
| 配信   | 2016年5月9日   | 唱给天空听                                        | デジタル・ダウンロード                                       | デジタル・ダウンロード | N/A             |                    |
| 配信   | 2016年7月25日  | 一朵雲                                            | デジタル・ダウンロード                                       | デジタル・ダウンロード | N/A             |                    |
| 配信   | 2016年9月7日   | 上师祈祷文                                        | デジタル・ダウンロード                                       | デジタル・ダウンロード | N/A             |                    |
| 配信   | 2017年4月19日  | 兰之乐光                                          | デジタル・ダウンロード                                       | デジタル・ダウンロード | N/A             |                    |
| 配信   | 2017年4月26日  | 幻梦                                              | デジタル・ダウンロード                                       | デジタル・ダウンロード | 十念            |                    |
| 配信   | 2017年5月10日  | 不负人间                                          | デジタル・ダウンロード                                       | デジタル・ダウンロード | N/A             |                    |
| 配信   | 2017年5月20日  | 龙女                                              | デジタル・ダウンロード                                       | デジタル・ダウンロード | 十念            |                    |
| 配信   | 2017年6月22日  | 热血三国                                          | デジタル・ダウンロード                                       | デジタル・ダウンロード | N/A             |                    |
| 配信   | 2017年10月17日 | 做个磨人的小妖精                                  | デジタル・ダウンロード                                       | デジタル・ダウンロード | N/A             |                    |
| 配信   | 2017年10月27日 | 美人谷                                            | デジタル・ダウンロード                                       | デジタル・ダウンロード | 十念            |                    |
| 配信   | 2017年11月3日  | Time Goes By                                      | デジタル・ダウンロード                                       | デジタル・ダウンロード | 十念            |                    |
| 配信   | 2017年11月10日 | 乐此不疲                                          | デジタル・ダウンロード                                       | デジタル・ダウンロード | 十念            |                    |
| 配信   | 2017年11月17日 | 赌注                                              | デジタル・ダウンロード                                       | デジタル・ダウンロード | 十念            |                    |
| 配信   | 2017年12月29日 | 有你真好                                          | デジタル・ダウンロード                                       | デジタル・ダウンロード | N/A             |                    |
| 配信   | 2018年3月27日  | 吉祥三聚                                          | デジタル・ダウンロード                                       | デジタル・ダウンロード | N/A             |                    |
| 配信   | 2018年6月3日   | 转念                                              | デジタル・ダウンロード                                       | デジタル・ダウンロード | N/A             |                    |
| 配信   | 2018年7月26日  | 离兮                                              | デジタル・ダウンロード                                       | デジタル・ダウンロード | N/A             |                    |
| 配信   | 2018年8月10日  | 拈花笑                                            | デジタル・ダウンロード                                       | デジタル・ダウンロード | N/A             |                    |
| 配信   | 2018年8月10日  | 好热好热                                          | デジタル・ダウンロード                                       | デジタル・ダウンロード | N/A             |                    |
| 配信   | 2018年8月17日  | 桃花缘                                            | デジタル・ダウンロード                                       | デジタル・ダウンロード | N/A             |                    |
| 配信   | 2019年5月29日  | 天涯寄北                                          | デジタル・ダウンロード                                       | デジタル・ダウンロード | N/A             |                    |
| 配信   | 2019年8月28日  | 朝暮                                              | デジタル・ダウンロード                                       | デジタル・ダウンロード | N/A             |                    |
| 配信   | 2019年9月20日  | 远飞的大雁                                        | デジタル・ダウンロード                                       | デジタル・ダウンロード | N/A             |                    |
| 配信   | 2019年11月21日 | 冰之翼                                            | デジタル・ダウンロード                                       | デジタル・ダウンロード | N/A             |                    |
| 配信   | 2019年12月4日  | 熊猫侠                                            | デジタル・ダウンロード                                       | デジタル・ダウンロード | N/A             |                    |
| 配信   | 2019年12月11日 | 夢中的圖瓦盧                                      | デジタル・ダウンロード                                       | デジタル・ダウンロード | N/A             |                    |
| 配信   | 2020年1月1日   | 新年好                                            | デジタル・ダウンロード                                       | デジタル・ダウンロード | N/A             |                    |
| 配信   | 2020年4月19日  | 每一滴泪是一颗星                                  | デジタル・ダウンロード                                       | デジタル・ダウンロード | N/A             |                    |
| 配信   | 2020年5月31日  | 星灯                                              | デジタル・ダウンロード                                       | デジタル・ダウンロード | N/A             |                    |
| 配信   | 2020年6月24日  | 无相                                              | デジタル・ダウンロード                                       | デジタル・ダウンロード | N/A             |                    |
| 配信   | 2020年6月24日  | 情缘                                              | デジタル・ダウンロード                                       | デジタル・ダウンロード | N/A             |                    |
| 配信   | 2020年8月7日   | 晚                                                | デジタル・ダウンロード                                       | デジタル・ダウンロード | N/A             |                    |
| 配信   | 2020年10月23日 | 布达拉宫                                          | デジタル・ダウンロード                                       | デジタル・ダウンロード | N/A             |                    |
| 配信   | 2020年12月12日 | Living your art                                   | デジタル・ダウンロード                                       | デジタル・ダウンロード | N/A             |                    |
| 配信   | 2020年3月31日  | 紫羅蘭                                            | デジタル・ダウンロード                                       | デジタル・ダウンロード | N/A             |                    |
| 配信   | 2021年7月20日  | 故乡遥                                            | デジタル・ダウンロード                                       | デジタル・ダウンロード | N/A             |                    |
| 配信   | 2021年8月6日   | 晨靄                                              | デジタル・ダウンロード                                       | デジタル・ダウンロード | 我想好好愛你    |                    |
| 配信   | 2021年9月17日  | 人海謠                                            | デジタル・ダウンロード                                       | デジタル・ダウンロード | 我想好好愛你    |                    |
| 配信   | 2022年10月28日 | 轉                                                | デジタル・ダウンロード                                       | デジタル・ダウンロード | 未公表          |                    |
| 英語   |                |                                                   |                                                              |                        |                 |                    |
| 配信   | 2021年4月19日  | Promise to Love You                               | デジタル・ダウンロード                                       | デジタル・ダウンロード |                 | 我想好好愛你       |

#### コラボレーション・シングル
| 枚     | 発売日         | 商品名        | アーティスト                                         | 規格品番               | オリコン 最高位 | 収録アルバム                |
| 日本語 | 日本語         | 日本語        | 日本語                                               | 日本語                 | 日本語          | 日本語                      |
| ------ | -------------- | ------------- | ---------------------------------------------------- | ---------------------- | --------------- | --------------------------- |
| 配信   | 2010年5月26日  | 忘れないで    | S'capade feat. alan                                  | デジタル・ダウンロード |                 | JAPAN PREMIUM BEST          |
| 1st    | 2011年1月1日   | 愛は力        | alan × 福井敬                                        | AVCD-31987             | 95位            | JAPAN PREMIUM BEST          |
| 中国語 |                |               |                                                      |                        |                 |                             |
| 配信   | 2008年10月29日 | 加油! 你有ME! | 阿蘭 & 魏晨                                          | デジタル・ダウンロード |                 | 心的東方                    |
| 配信   | 2013年2月1日   | 雲圖          | 韓庚、周筆暢、黄征、安又琪、张瑶、胡彦斌、阿蘭、馬松 | デジタル・ダウンロード |                 |                             |
| 配信   | 2013年4月2日   | 一念執著      | 胡歌 & 阿蘭                                          | デジタル・ダウンロード |                 | 步步驚心主題曲原聲          |
| 配信   | 2019年10月11日 | 最完美的分手  | 阿蘭 & 李克勤                                        | デジタル・ダウンロード |                 |                             |
| 配信   | 2019年12月5日  | 等愛          | 阿蘭 & 邓伦                                          | デジタル・ダウンロード |                 | 海棠经雨胭脂透 电视剧原声带 |
| 配信   | 2020年8月25日  | 不忘相思      | 阿蘭 & 俞冰                                          | デジタル・ダウンロード |                 |                             |

### アルバム

#### オリジナル・アルバム
| 枚                          | 発売日                      | タイトル                    | 販売形態                    | 規格品番                    | オリコン 最高位             |
| alan名義 - 日本でのリリース | alan名義 - 日本でのリリース | alan名義 - 日本でのリリース | alan名義 - 日本でのリリース | alan名義 - 日本でのリリース | alan名義 - 日本でのリリース |
| --------------------------- | --------------------------- | --------------------------- | --------------------------- | --------------------------- | --------------------------- |
| 1st                         | 2009年3月4日                | Voice of EARTH              | CD+DVD                      | AVCD-23695/B                | 15位                        |
| 1st                         | 2009年3月4日                | Voice of EARTH              | CD                          | AVCD-23696                  | 15位                        |
| 2nd                         | 2009年11月25日              | my life                     | CD+DVD                      | AVCD-23959/B                | 16位                        |
| 2nd                         | 2009年11月25日              | my life                     | CD                          | AVCD-23960                  | 16位                        |
| 阿蘭名義 - 中国でのリリース |                             |                             |                             |                             |                             |
| 1st                         | 2009年7月22日               | 心的東方                    | CD+DVD                      | AACCD70005D                 | 圏外                        |
| 2nd                         | 2012年6月18日               | Love Song                   | CD                          | ASIN B008CXPXUE             | 圏外                        |
| 3rd                         | 2014年7月14日               | 蓦兰                        | CD                          | ASIN B00GVB03TK             | 圏外                        |
| 4th                         | 2017年11月24日              | 十念                        | CD                          |                             | 圏外                        |
| 4th                         | 2018年1月26日               | 十念                        | CD+DVD                      |                             | 圏外                        |

#### ミニ・アルバム
| 枚                          | 発売日                      | タイトル                    | 販売形態                    | 規格品番                        | オリコン 最高位             |
| 阿蘭名義 - 中国でのリリース | 阿蘭名義 - 中国でのリリース | 阿蘭名義 - 中国でのリリース | 阿蘭名義 - 中国でのリリース | 阿蘭名義 - 中国でのリリース     | 阿蘭名義 - 中国でのリリース |
| --------------------------- | --------------------------- | --------------------------- | --------------------------- | ------------------------------- | --------------------------- |
| 1st                         | 2008年6月20日               | 心・战 〜RED CLIFF〜        | CD                          | CN-F18-08-37400 ASIN B001C3KT6E | N/A                         |
| 2nd                         | 2010年4月26日               | 蘭色〜Love Moon Light〜     | CD                          | CN-E01-10-00170 ASIN B003JY7KB6 | N/A                         |
| 3rd                         | 2021年9月22日               | 我想好好愛你                | デジタル・ダウンロード      | デジタル・ダウンロード          | N/A                         |

#### ベスト・アルバム
| 枚   | 発売日         | タイトル                                  | 販売形態                  | 規格品番               | オリコン 最高位 |
| ---- | -------------- | ----------------------------------------- | ------------------------- | ---------------------- | --------------- |
| 1st  | 2011年3月2日   | JAPAN PREMIUM BEST                        | 2CD+DVD（初回限定生産盤） | AVCD-38232-3/B         | 15位            |
| 1st  | 2011年3月2日   | JAPAN PREMIUM BEST                        | 2CD+DVD（通常版）         | AVCD-38234-5/B         | 15位            |
| 1st  | 2011年3月2日   | JAPAN PREMIUM BEST                        | CD                        | AVCD-38236             | 15位            |
| 配信 | 2022年11月21日 | The Best Of alan (阿蘭出道十五周年精選集) | デジタル・ダウンロード    | デジタル・ダウンロード |                 |

#### インディーズ・アルバム
| 枚  | タイトル                      | 発売日        | 規格品番 (ISRC)                 | 備考 |
| --- | ----------------------------- | ------------- | ------------------------------- | --- |
| 1st | 声声酔如蘭                    | 2005年8月12日 | CN-F18-05-72700 ASIN B00118LGS0 | カバーアルバム。 インディーズ（中国星文レコード）。 「阿蘭」名義の作品。 全てのバリエーションで収録楽曲は同一であり、ISRCも同一。 ただし、アルバム名・曲順・CDジャケットなどは異なる。 『Feel Like still In love情留感』は常安のアルバムとセット販売。 |
| 1st | 遇見阿蘭                      | 2006年7月19日 | CN-F18-05-72700 ASIN B00118QWNE | カバーアルバム。 インディーズ（中国星文レコード）。 「阿蘭」名義の作品。 全てのバリエーションで収録楽曲は同一であり、ISRCも同一。 ただし、アルバム名・曲順・CDジャケットなどは異なる。 『Feel Like still In love情留感』は常安のアルバムとセット販売。 |
| 1st | Feel Like still In love情留感 |               | CN-F18-05-72700 ASIN B001ELK7WK | カバーアルバム。 インディーズ（中国星文レコード）。 「阿蘭」名義の作品。 全てのバリエーションで収録楽曲は同一であり、ISRCも同一。 ただし、アルバム名・曲順・CDジャケットなどは異なる。 『Feel Like still In love情留感』は常安のアルバムとセット販売。 |
| 1st | 阿蘭情歌                      | 2010年5月19日 | CN-F18-05-72700 ASIN B003N1909U | カバーアルバム。 インディーズ（中国星文レコード）。 「阿蘭」名義の作品。 全てのバリエーションで収録楽曲は同一であり、ISRCも同一。 ただし、アルバム名・曲順・CDジャケットなどは異なる。 『Feel Like still In love情留感』は常安のアルバムとセット販売。 |
| 1st | 阿兰:兰色歌姬                 | 2011年4月15日 | CN-A65-11-34000 ASIN B004XUNQ36 | カバーアルバム。 インディーズ（中国星文レコード）。 「阿蘭」名義の作品。 全てのバリエーションで収録楽曲は同一であり、ISRCも同一。 ただし、アルバム名・曲順・CDジャケットなどは異なる。 『Feel Like still In love情留感』は常安のアルバムとセット販売。 |

### 参加作品
日本
| 発売日         | 商品名                                                              | 歌                       | 楽曲                                                                        | 備考                                                 |
| -------------- | ------------------------------------------------------------------- | ------------------------ | --------------------------------------------------------------------------- | ---------------------------------------------------- |
| 2007年11月7日  | TOKYO PUDDING presents TOKYO SOUNDSCAPES                            | 東京プリン               | 「Jane Doe」                                                                | ゲストヴォーカルとして参加                           |
| 2007年12月5日  | 源氏ノスタルジー                                                    | Rin'                     | 「千年の虹」                                                                | ゲストヴォーカルとして参加                           |
| 2008年10月24日 | レッドクリフ Part1 オリジナル・サウンドトラック                     | alan                     | 「RED CLIFF 〜心・戦〜 (End Roll Version)」                                 | 映画『レッドクリフ Part I』主題歌                    |
| 2009年1月28日  | Disney Dream Pop〜Tribute to Tokyo Disney Resort 25th Anniversary〜 | alan                     | 「夢はひそかに」                                                            | 映画『シンデレラ』主題歌のカヴァー                   |
| 2009年4月8日   | レッドクリフ オリジナル・サウンドトラック コンプリート・アルバム    | alan                     | 「RED CLIFF 〜心・戦〜 (End Roll Version)」 「久遠の河 (End Roll Version)」 | 映画『レッドクリフ』主題歌                           |
| 2010年3月3日   | GOD EATER オリジナル・サウンドトラック                              | alan                     | 「Over the clouds」 「my life」                                             | PSP用ゲームソフト『GOD EATER』主題歌                 |
| 2010年3月24日  | 犬夜叉 ベストソング ヒストリー                                      | alan                     | 「Diamond」                                                                 | テレビアニメ『犬夜叉 完結編』第2期エンディングテーマ |
| 2010年6月9日   | S'CAPADE                                                            | S'capade feat. alan      | 「忘れないで」                                                              | 日本テレビ系「ハッピーMusic」POWER PLAYソング        |
| 2010年12月22日 | GOD EATER BURST ドラマ&オリジナル・サウンドトラック                 | alan                     | 「Over the clouds -BURST mix-」 「my life -farewell arrange-」              | PSP用ゲームソフト『GOD EATER BURST』主題歌           |
| 2019年10月11日 | Promises Made In The Dark                                           | DJ FUMI★YEAH! feat. alan | 「Promises Made In The Dark (Chinese ver.)」                                |                                                      |
| 2021年1月9日   | ぶらどらぶコンピレーションアルバム EP                               | alan & Ayasa             | 「赤い雨 (ending ver.)」                                                    | Webアニメ『ぶらどらぶ』エンディングテーマ            |
| 2021年2月6日   | ぶらどらぶコンピレーションアルバム                                  | alan & Ayasa             | 「赤い雨」                                                                  | Webアニメ『ぶらどらぶ』エンディングテーマ            |
| 2021年7月1日   | BEST II                                                             | alan & Ayasa             | 「赤い雨」                                                                  | Webアニメ『ぶらどらぶ』エンディングテーマ            |

中国
| タイトル     | 発売日                                              | 備考 |
| ------------ | --------------------------------------------------- | --- |
| 康定情缘     |                                                     | |
| 云图         | 2013年1月31日                                       | |
| 千古         | 2015年7月17日                                       | アルバム「花千骨」収録。作詞・作曲：许嵩。 |
| 叹相思       | 2018年10月17日                                      | アルバム「盛唐幻夜 影视原声带」収録 |
| 最完美的分手 | 2019年6月11日（シングル） 2019年6月25日（アルバム） | アルバム「你是我的大明星」収録。 作詞：李聪、作曲：冯翰铭、歌唱：李克勤・alan。                                                                            |
| 白衣的天使   | 2019年7月15日                                       | 作曲：韩红、歌唱：韩红・阿兰・旦增尼玛・阿佳组合・完玛三智・三木科・德格才让・央金卓嘎・曲尼次仁・德姬・周兴才让・毛妮卓玛・卓卓玛・尕让邓真・央央金・阿葜 |
| 等爱         | 2019年10月24日                                      | 海棠经雨胭脂透のエンディング曲。作詞：段思思、作曲：谭旋、編曲：陈沁扬、歌唱：邓伦・alan。                                                                 |
| 追求         | 2019年12月19日                                      | アルバム「電視劇《劍王朝》原聲帶」収録。剣王朝の挿入歌。作詞・作曲：周品。                                                                                 |
| 守望         | 未リリース                                          | アルバム「圣洁甘孜」収録。歌唱：根呷・alan、作詞：杨勇、作曲：小软、編曲：小胖。                                                                           |

### 映像作品

#### ライブ映像
| 発売日         | タイトル                                                 | 販売形態 | 規格品番   | オリコン 最高位 |
| -------------- | -------------------------------------------------------- | -------- | ---------- | --------------- |
| 2010年3月24日  | alan 1st concert tour -voice of you- in TOKYO 2010.01.24 | DVD      | AVBD-91748 | 60位            |
| 2011年12月21日 | alan JAPAN PREMIUM BEST & MORE LIVE 2011                 | DVD      | AVBD-91892 | 69位            |
| 2015年3月31日  | alan symphony 2014 LIVE                                  | DVD      | ASVD-00001 | 圏外            |

#### その他
| 発売日         | タイトル                                    | 販売形態 | 規格品番   | 備考                                        |
| -------------- | ------------------------------------------- | -------- | ---------- | ------------------------------------------- |
| 2008年11月26日 | a-nation '08 〜avex ALL CAST SPECIAL LIVE〜 | DVD      | AVBD-91568 | 「RED CLIFF〜心・戦〜」のライブ模様を収録。 |
| 2009年11月18日 | a-nation '09 BEST HIT LIVE                  | DVD      | AVBD-91740 | 「久遠の河」のライブ模様を収録。            |

## ライブ
alan 1st concert - voice of you
1. 2010年1月14日 - Zepp Nagoya
2. 2010年1月24日 - 昭和女子大学人見記念講堂
ライブDVDはalan 1st concert tour -voice of you- in TOKYO 2010.01.24。
3. 2010年1月31日 - サンケイホール ブリーゼ

alan 2nd concert - alan symphony 2010
1. 2010年7月16日 - NHK大阪ホール
2. 2010年7月23日 - Bunkamuraオーチャードホール
3. 2010年7月24日 - Bunkamuraオーチャードホール

alan Family Meeting
1. 2011年7月14日 - BIG CAT (大阪)
2. 2011年7月15日 - ボトムライン (名古屋)

alan JAPAN PREMIUM BEST & MORE LIVE 2011
1. 2011年7月31日 - 昭和女子大学人見記念講堂
ライブDVDはalan JAPAN PREMIUM BEST & MORE LIVE 2011。

alan concert 2014 阿蘭家族大集合
1. 2014年5月24日 - 山野ホール
昼公演・夜公演の2回開催。

阿兰2014全球巡回演唱会成都站
1. 2014年11月22日 - AMC Live House （中国成都市 东郊记忆）

alan symphony 2014
1. 2014年12月20日 - 日本青年館　大ホール
昼公演：alan symphony 2014 〜asian future〜
夜公演：alan symphony 2014 〜longing future〜
ゲストは昼公演が神田沙也加、夜公演が张玮。
2015年3月31日にライブDVDの alan symphony 2014 LIVE DVD を発売。

阿兰2017 best&more 成都演唱会
1. 2017年2月18日 - 世外桃源大剧院（中国成都市）
ライブ映像は咪咕直播が配信。

阿兰2017 best&more 深圳演唱会
1. 2017年10月15日 - 深圳蛇口风华大剧院（中国深圳市）
ライブ映像は咪咕直播が配信。

## 出演

### 映画
- 我的双面女友（2012年）
- 粉红女郎·爱人快跑 Pink Lady（2013年）- 舞女 役
- 女汉子真爱公式 The Rise of a Tomboy（2016年）- リリー 役
- 热血江湖之梦幻奇缘 Scions of Fate（2017年）

### テレビドラマ
- 太陽女神（1997年、中国中央テレビ）- 卓玛（ヂュオマー） 役
- 怎么会爱上你（2010年、中国中央テレビ）- カメオ出演
- 音女（オトメ） （2008年、テレビ朝日）

### アニメ映画
- チベット犬物語 〜金色のドージェ〜（2011年、中国版）

### ラジオ
- InterFM 『品川近視クリニック presents プレスタ』毎週土曜日 21:00〜21:30
  - 2010年10月2日〜12月25日放送。
  - パーソナリティーは、alanと難波サキ。

### テレビ番組
- MUSIC JAPAN（2010年10月17日）

## タイアップ一覧
| 楽曲                                       | タイアップ                                                                                          | 時期   |
| 日本語                                     | 日本語                                                                                              | 日本語 |
| ------------------------------------------ | --------------------------------------------------------------------------------------------------- | ------ |
| 懐かしい未来 〜longing future〜            | NHK地球エコキャンペーン『SAVE THE FUTURE』イメージソング                                            | 2008年 |
| RED CLIFF 〜心・戦〜                       | 東宝東和・エイベックス・エンタテインメント配給映画『レッドクリフ Part I』主題歌                     | 2008年 |
| RED CLIFF 〜心・戦〜 (Modern Rock Version) | PS2専用ソフト『真・三國無双5 Special』TV-CMソング                                                   | 2008年 |
| 群青の谷                                   | 読売テレビ、日本テレビ系『情報ライブ ミヤネ屋』エンディングテーマ                                   | 2009年 |
| 群青の谷                                   | エムティーアイ『music.jp』TV-CFソング                                                               | 2009年 |
| 久遠の河                                   | 東宝東和・エイベックス・エンタテインメント配給映画『レッドクリフ Part II -未来への最終決戦-』主題歌 | 2009年 |
| Liberty                                    | CX系列ドラマ『非婚同盟』主題歌                                                                      | 2009年 |
| 月がわたし                                 | めいほうぐるーぷ企業CMソング                                                                        | 2009年 |
| BALLAD 〜名もなき恋のうた〜                | 映画『BALLAD 名もなき恋のうた』主題歌                                                               | 2009年 |
| Swear                                      | ブルボン『ブランチュールミニシリーズ』TV-CMソング                                                   | 2009年 |
| Beauty                                     | 養命酒製造『Re:on』CMソング                                                                         | 2009年 |
| Diamond                                    | 読売テレビ系列『犬夜叉 完結編』エンディングテーマ                                                   | 2010年 |
| Over the clouds                            | PSP専用ゲームソフト『ゴッドイーター』オープニングテーマ                                             | 2010年 |
| my life                                    | PSP専用ゲームソフト『ゴッドイーター』エンディングテーマ                                             | 2010年 |
| 風に向かう花                               | 映画『必死剣 鳥刺し』主題歌                                                                         | 2010年 |
| ココニイル                                 | エイチ・アイ・エス『QUALITA』CMイメージソング                                                       | 2010年 |
| 悲しみは雪に眠る                           | 映画『桜田門外ノ変』主題歌                                                                          | 2010年 |
| 名もなき種                                 | アニメ映画『Wake up!! TAMALA』主題歌                                                                | 2010年 |
| 愛は力                                     | テレビ東京ドラマ『戦国疾風伝 二人の軍師 秀吉に天下を獲らせた男たち』主題歌                          | 2010年 |
| ECHOES                                     | 日中合作アニメ映画『チベット犬物語 〜金色のドージェ〜』主題歌                                       | 2011年 |
| ECHOES                                     | BeeTVドラマ『ブリザード』主題歌                                                                     | 2011年 |
| eternal love 〜恋の花〜                    | 小説『裏閻魔』イメージソング                                                                        | 2011年 |
| 木漏れ日                                   | BeeTVドラマ『美少女デート』主題歌                                                                   | 2011年 |
| みんなでね 〜PANDA with Candy BEAR's〜     | 上野動物園ジャイアントパンダ保護サポート基金応援ソング                                              | 2011年 |
| 今ひとたびの修羅                           | 舞台『今ひとたびの修羅』主題歌                                                                      | 2013年 |
| DREAM EXPRESS 〜夢現空間超特急〜           | テレビアニメ『トレインヒーロー』主題歌                                                              | 2013年 |
| The Lost Eden                              | 映画『雛蜂』主題歌                                                                                  | 2015年 |
| 道標                                       | PS4、PS Vita専用ゲームソフト『GOD EATER RESURRECTION』エンディングテーマ                            | 2015年 |
| 赤い雨                                     | Webアニメ『ぶらどらぶ』エンディングテーマ                                                           | 2020年 |
| 中国語                                     | |        |
| 心・战 〜RED CLIFF〜                       | 東宝東和・エイベックス・エンタテインメント配給映画『レッドクリフ Part I』主題歌                     | 2008年 |
| 加油! 你有ME!                              | エプソンプリンタシリーズ『ME 30/300』CMソング                                                       | 2008年 |
| 赤壁 〜大江东去〜                          | 東宝東和・エイベックス・エンタテインメント配給映画『レッドクリフ Part II』主題歌                    | 2003年 |
| 炫影〜Sharp Light〜                        | シャープ携帯電話シリーズ CMソング                                                                   | 2010年 |
| 呼唤                                       | 日中合作アニメ映画『チベット犬物語 〜金色のドージェ〜』中国版主題歌                                 | 2011年 |
| 一念执着                                   | 中国テレビドラマ『宮廷女官 若曦』主題歌                                                             | 2011年 |
| 云图                                       | ワーナー・ブラザース配給映画『クラウド アトラス』中国版主題歌                                       | 2013年 |
| Home                                       | 中国テレビドラマ『第22条婚规』中国版主題歌                                                          | 2013年 |
| 天地问剑                                   | オンラインゲーム『问剑 ONLINE』主題歌                                                               | 2013年 |
| 宿命橫著寫                                 | オンラインゲーム『新仙剑奇侠传online』提供曲                                                        | 2014年 |
| 为爱成魔                                   | オンラインゲーム『新仙剑奇侠传online』提供曲                                                        | 2014年 |
| 爱未走远                                   | オンラインゲーム『完美世界 神雕侠侣』提供曲                                                         | 2014年 |
| 真爱无双                                   | オンラインゲーム『完美世界 神雕侠侣』提供曲                                                         | 2014年 |
| 凤凰                                       | 中国テレビアニメ『金玉良缘』挿入歌                                                                  | 2014年 |
| 遥远的重逢                                 | アニメ映画『秦时明月3D电影龙腾万里』挿入歌                                                          | 2014年 |
| 千古                                       | 中国テレビドラマ『花千骨』主題歌                                                                    | 2015年 |
| 不问一生缘劫                               | 中国テレビドラマ『花千骨』挿入歌                                                                    | 2015年 |
| 浴火重生                                   | 中国テレビアニメ『灵域』主題歌                                                                      | 2015年 |
| 燃烧吧三金                                 | ゲーム『龙门镖局』主題歌                                                                            | 2015年 |
| 霸道天下                                   | ゲーム『霸道天下』主題歌                                                                            | 2016年 |
| 早! 加油!                                  | KFC中国 TV-CMソング                                                                                 | 2016年 |
| 不負人間                                   | 映画『江湖救援團』主題歌                                                                            | 2017年 |
| 幻梦                                       | 映画『捉妖学院』主題歌                                                                              | 2017年 |
| 龙女                                       | ゲーム『镇魔曲』主題歌                                                                              | 2017年 |
| 热血三国                                   | ゲーム『热血三国』主題歌                                                                            | 2017年 |
| 转念                                       | 中国テレビドラマ『钟馗捉妖记』主題歌                                                                | 2018年 |
| 离兮                                       | 映画『风语咒』主題歌                                                                                | 2018年 |
| 叹相思                                     | 中国テレビドラマ『盛唐幻夜』エンディングテーマ                                                      | 2018年 |
| 天涯寄北                                   | ゲーム『天涯明月刀 神威门派』主題歌                                                                 | 2019年 |
| 远飞的大雁                                 | 映画『中国机长』プロモーションビデオ使用曲                                                          | 2019年 |
| 等爱                                       | 中国テレビドラマ『海棠经雨胭脂透』エンディングテーマ                                                | 2019年 |
| 冰之翼                                     | 映画『オーバー・エベレスト 陰謀の氷壁』主題歌                                                       | 2019年 |
| 追求                                       | 中国テレビドラマ『剣王朝』挿入歌                                                                    | 2019年 |
| 每一滴泪是一颗星                           | 中国テレビドラマ『天醒之路』挿入歌                                                                  | 2020年 |

## 写真集
- “唯美歌姬”阿兰2014精装写真图集 - 2014年12月に中国にて発売[50][51]
- 阿兰2016写真集 - 2016年5月に中国にて発売[52]